# پرووکامنکا
پرووکامنکا (به لاتین: Pervokamenka) یک منطقهٔ مسکونی در روسیه است که در سرزمین آلتای واقع شده‌است.